# Germán Tripel
Germán Alfredo Tripel (Chilavert, Buenos Aires; 15 de enero de 1980) también conocido artísticamente como Tripa es un actor, cantante y presentador de televisión argentino. Saltó a la fama por ser uno de los integrantes de la banda masculina de pop rock Mambrú, surgida del programa de telerrealidad Popstars (2002) de Telefe. Luego de la disolución del grupo, Tripel incursionó en la actuación, apareciendo en series de televisión, películas y obras de teatro.

## Biografía
Tripel nació el 15 de enero de 1980 en el barrio de Chilavert de la ciudad de Villa Ballester ubicada en la provincia de Buenos Aires. Es hijo de Eduardo Tripel y Marina Freixá. Tripel asistió al Instituto Ballester Deutsche Schule, donde finalizó sus estudios secundarios en 1998. Durante su tiempo como estudiante integró el coro alemán del colegio, que tuvo una aparición en el programa de comedia Stress de Canal 13. Después, ingresó a la Universidad para estudiar la carrera de profesorado de educación física y también formaba parte de una banda de rock que tocaba en eventos benéficos, desfiles y festivales barriales.

## Carrera profesional
En 2002, Tripel se presentó con 22 años al programa de talentos Popstars emitido por Telefe, que buscaba encontrar a cantantes masculinos para conformar una banda. De esta manera, fue pasando las etapas del concurso hasta ser seleccionado como uno de los integrantes oficiales de la agrupación que se llamó Mambrú firmada por la filial argentina de la disquera BMG. Con la banda, Tripel editó tres álbumes de estudios que fueron Mambrú (2002), Creciendo (2003) y Mambrú 3 (2004). En ese mismo periodo, realizaron giras musicales y aparecieron como estrellas invitadas en las ficciones Floricienta (2004) y Los pensionados (2004). Sin embargo, en 2005, la banda se disolvió porque su representante Gustavo Yankelevich decidió dar por finalizado el proyecto para dedicarse a la televisión.
Tras la disolución de Mambrú, Tripel consiguió formar parte de la segunda temporada del programa humorístico No hay 2 sin 3 (2005) emitido por Canal 9. Ese mismo año, debutó como conductor de televisión presentando junto a Zaira Nara el programa Música total emitido por América TV.   Por otra parte, también debutó en teatro con el espectáculo musical Si no te sirvo, mátame en el Paseo La Plaza, que en 2007 tuvo su reestreno en el espacio Velma Café. En paralelo, Tripel comenzó a trabajar en su primer disco solista, por lo que firmó con la discográfica Universal Music Argentina. De este modo, publicó en 2008 su álbum de estudio debut Push! y acompañado por su banda brindó varios shows musicales en Argentina.  Ese año, Tripel audicionó para el musical Rent, donde se quedó con el papel de Roger, un joven músico que es diagnosticado con VIH. Y tuvo una pequeña aparición en la película estadounidense The Informers (2008) dirigida por Gregor Jordan, donde se puso en la piel de un guitarrista de rock.
Posteriormente, Tripel actuó en la obra Solsticio (2008) en el teatro El Cubo y protagonizó el musical Hedwig and the Angry Inch (2009) en la cual personificó a Hedwig, una estrella de rock transexual. Por este papel, recibió el premio ACE al mejor actor revelación. Ese año, también apareció en la telenovela Champs 12 de América TV en el papel de Nicolás González.
En 2010, fue seleccionado para protagonizar junto a Melania Lenoir el musical Los últimos 5 años, donde interpretó el papel de Jamie Wellerstein bajo la dirección de Juan Álvarez Prado en la Ciudad Cultural Konex. Poco después, Tripel montó junto a Florencia Otero su propio espectáculo musical llamado Confusionados que se presentó en Velma Café. Siguió extendiendo su trabajo teatral participando en los musicales Juicio a lo natural (2010) y Avenida Q (2010). Por otra parte, apareció en la escena de créditos de la película documental El Rati Horror Show (2010) dirigida por Enrique Piñeyro y Pablo Tesoriere.
Su siguiente papel fue en la obra El flautista de Hamelín (2011) llevada a cabo en el teatro Tabarís, donde asumió el rol principal y repitió nuevamente este papel en 2013. Luego, formó parte del elenco del musical Noche de reyes (2011-2012), donde jugó el papel del duque Orsino. Durante ese mismo periodo, Tripel obtuvo el rol de Ottis en la serie infantojuvenil Peter Punk (2011-2012) de Disney XD. En 2012, se unió al musical de rock Forever Young que duró en cartel por doce temporadas en el teatro Picadero. Ese año, Tripel protagonizó el musical infantil Mambrú vuelve de la guerra en el papel del rey Mambrú y realizó una participación en la telenovela Violetta como Rafael Palmer.
A comienzos del 2013, Tripel formó parte del elenco principal de la adaptación teatral de la película Tango feroz en el teatro Tabarís, interpretando el personaje de Willy. Después, participó en la telenovela Solamente vos de El trece, en la cual asumió el papel de Rolo, un músico que inicia una relación con Daniela (Lali Espósito). En 2014, Tripel actuó en el musical infantil La nota mágica en el teatro de la Ribera y tuvo una aparición especial en la telenovela Mis amigos de siempre en el papel de Francisco. Seguidamente, protagonizó con Tomás Fonzi la obra romántica Y un día Nico se fue, donde interpretó a Osvaldo, cuyo papel volvió a repetir en 2017 junto a Franco Masini en el Galpón de Guevara.
En 2015, volvió a protagonizar el musical Los últimos 5 años, pero esta vez junto a Luna Pérez Lening y realizó una participación en la telenovela Esperanza mía en rol de Nesta. En cine, apareció en la película de comedia romántica El desafío (2015) dirigida por Juan Manuel Rampoldi. Al año siguiente, Tripel formó parte del elenco adulto de la telenovela infantil Soy Luna (2016-2017), en la cual jugó el papel de Cato Alcoba durante dos temporadas. Luego, fue elegido para ser el protagonista de la comedia musical La ofi (2016) que tuvo su estreno en el teatro Picadero.
A mediados del 2017, Tripel estuvo encargado de protagonizar dos musicales, uno de ellos fue  Murder Ballad en el Maipo Kabaret haciendo el papel de Michael, y el otro fue American Idiot en el teatro Broadway, asumiendo el rol de St. Jimmy. En 2018, fue parte de la obra El violinista en el tejado, donde compuso el personaje de Fyedka. Después, se incorporó a la segunda temporada de la serie musical infantojuvenil Kally's Mashup (2019) de Nickelodeon, en la cual jugó el papel del director Darío Ruppert. Ese mismo año, fue convocado para protagonizar junto a su esposa Florencia Otero el musical infantil Rapunzel (2019) y se unió al elenco de la obra cómica Perfectos desconocidos (2019-2020) estrenada en el teatro Melos en Villa Carlos Paz.
En 2020, realizó varias obras de teatro de manera virtual, debido a la pandemia de COVID-19, entre las cuales apareció en La magia de la cuarentena y Maestras en pandemia. A fines de ese año, regresó al teatro presencial nuevamente con la obra Los últimos 5 años acompañado por Florencia Otero. En 2021, Tripel fue convocado por el director José María Muscari para integrar el elenco del espectáculo erótico Sex, viví tu experiencia en el Gorriti Art Center, donde permaneció hasta el 2022. En ese mismo tiempo, fue el responsable de conducir junto a Florencia Otero el programa musical y de entrevistas Puente musical emitido por El nueve, que fue galardonado con un premio Martín Fierro al mejor programa musical.
Más tarde, Tripel protagonizó con Facundo Gambandé la obra romántica Smiley (2023) basada en la serie española del mismo nombre, donde retrata la historia de amor de una pareja homosexual. A mediados de ese año, fue elegido por Ricky Pashkus para interpretar a Charlie Price en el musical Kinky Boots durante la temporada de verano de Mar del Plata, donde se estrenó el 2 de enero de 2024 en el teatro Radio City. En junio de 2024, Tripel integró el elenco del musical School of Rock, poniéndose en la piel de Theo, el líder de una banda de los ochenta, siendo dirigido por Ariel del Mastro en el teatro Gran Rex.

## Vida personal
El 11 de noviembre de 2011, Tripel se casó con la actriz Florencia Otero, a quién conoció trabajando en la obra de teatro musical Rent en 2008. En febrero de 2015, la pareja hizo público que nació Nina, su primera hija.

## Filmografía

### Cine
| Año  | Título                  | Papel                | Dirección                         |
| ---- | ----------------------- | -------------------- | --------------------------------- |
| 2008 | The Informers           | Guitarrista de Bryan | Gregor Jordan                     |
| 2010 | El Rati Horror Show     | Él mismo             | Enrique Piñeyro y Pablo Tesoriere |
| 2015 | El desafío              | Julián «Tripa»       | Juan Manuel Rampoldi              |
| 2017 | Pendeja, payasa y gorda | Martín               | Matías Szulanski                  |
| 2023 | Los bastardos           | Pedro                | Pablo Yotich                      |

### Televisión
| Año       | Título                      | Papel                      | Notas                                   |
| --------- | --------------------------- | -------------------------- | --------------------------------------- |
| 2002      | Popstars                    | Participante               | Ganador                                 |
| 2004      | Los pensionados             | Miembro de Los Totoraleños |                                         |
| 2004      | Floricienta                 | Él mismo                   | Capítulo 61                             |
| 2005      | No hay 2 sin 3              | Germán                     | Sketch: Ricos y mocosos                 |
| 2005      | El patrón de la vereda      |                            |                                         |
| 2006-2007 | Música total                | Conductor                  |                                         |
| 2008      | La maga y el camino dorado  | Rey Mommo / Gigante        |                                         |
| 2009      | Champs 12                   | Nicolás González           |                                         |
| 2011      | Historias de la primera vez | Marcos                     | Episodio: «La primera vez que me anime» |
| 2011-2012 | Peter Punk                  | Otis                       |                                         |
| 2012      | Violetta                    | Rafael Palmer              |                                         |
| 2013      | Solamente vos               | Rolo                       |                                         |
| 2014      | Mis amigos de siempre       | Francisco «Bomba»          |                                         |
| 2015      | Esperanza mía               | Nesta                      |                                         |
| 2016-2017 | Soy Luna                    | Catolino «Cato» Alcoba     |                                         |
| 2019      | Kally's Mashup              | Darío Ruppert              |                                         |
| 2019      | Millennials                 | Germán                     |                                         |
| 2019      | El host                     |                            |                                         |
| 2021-2022 | Puente musical              | Conductor                  |                                         |
| 2025      | Los MacAnimals              | Rodrigo                    |                                         |

## Teatro
| Año        | Título                       | Papel             | Lugar                                      |
| ---------- | ---------------------------- | ----------------- | ------------------------------------------ |
| 2005, 2007 | Si no te sirvo, mátame       | Cantante          | Paseo La Plaza / Velma Café                |
| 2008       | Rent                         | Roger             | Ciudad Cultural Konex                      |
| 2008       | Solsticio                    | Otto              | Teatro El Cubo                             |
| 2009       | Hedwig and the Angry Inch    | Hedwig            | Teatro Roxy                                |
| 2010       | Los últimos 5 años           | Jamie Wellerstein | Ciudad Cultural Konex                      |
| 2010       | Confusionados                | Cantante          | Velma Café                                 |
| 2010       | Juicio a lo natural          | Martín            | Teatro El Cubo                             |
| 2010       | Avenida Q                    | Brian             | Paseo La Plaza                             |
| 2011, 2013 | El flautista de Hamelín      | Flautista         | Teatro Tabarís / Paseo La Plaza            |
| 2011-2012  | Noche de reyes               | Duque Orsino      | Teatro El Cubo / Teatro Nacional Cervantes |
| 2012-2024  | Forever Young                | Germán «Mambrú»   | Teatro Picadero                            |
| 2012       | Mambrú vuelve de la guerra   | Rey Mambrú        | Paseo La Plaza                             |
| 2013       | Tango feroz                  | Willy             | Teatro Tabarís                             |
| 2013       | Con nombre de otro           | Él mismo          | La Oreja Negra                             |
| 2014       | El cruce, farsa sindicalista |                   | Teatro Picadero                            |
| 2014       | La nota mágica               | Magaldi           | Teatro de la Ribera                        |
| 2014, 2017 | Y un día Nico se fue         | Osvaldo           | Teatro La Comedia / Galpón de Guevara      |
| 2015, 2020 | Los últimos 5 años           | Jamie Wellerstein | Teatro Picadero                            |
| 2016       | La ofi                       | Kike              | Teatro Picadero                            |
| 2017       | Murder Ballad                | Michael           | Maipo Kabaret                              |
| 2017       | American Idiot               | St. Jimmy         | Teatro Broadway                            |
| 2018       | El violinista en el tejado   | Fyedka            | Teatro Astral                              |
| 2019       | Rapunzel                     | Príncipe Leo      | Gira nacional                              |
| 2019-2020  | Perfectos desconocidos       | Ramiro            | Teatro Melos                               |
| 2020       | Y un día Nico se fue         | Osvaldo           | Teatro Astral                              |
| 2020       | Maestras en pandemia         | Martín            | Streaming                                  |
| 2020       | La magia de la cuarentena    |                   | Microteatro                                |
| 2021-2022  | Sex, viví tu experiencia     | Él mismo          | Gorriti Art Center                         |
| 2023       | Smiley                       | Bruno Merino      | Teatro Premier                             |
| 2024       | Kinky Boots                  | Charlie Price     | Teatro Radio City                          |
| 2024       | School of Rock               | Theo              | Teatro Gran Rex                            |
| 2025       | Somos nosotros               | Julián            | Teatro Tabarís                             |

## Discografía
| Como solista - Push! (2008) | Con Mambrú - Mambrú (2002) - Creciendo (2003) - Mambrú 3 (2004) |

## Premios y nominaciones
| Año  | Organización                    | Categoría                  | Trabajo                   | Resultado | Ref(s) |
| ---- | ------------------------------- | -------------------------- | ------------------------- | --------- | ------ |
| 2009 | Premios ACE                     | Revelación masculina       | Hedwig and the Angry Inch | Ganador   | [ 50 ] |
| 2010 | Premios ACE                     | Mejor actor en musical     | Los últimos 5 años        | Nominado  | [ 51 ] |
| 2010 | Premios Hugo                    | Mejor actor                | Hedwig and the Angry Inch | Nominado  | [ 52 ] |
| 2010 | Premios Hugo                    | Mejor actor de musical off | Confusionados             | Nominado  | [ 52 ] |
| 2010 | Premios Hugo                    | Mejor arreglos musicales   | Confusionados             | Nominado  | [ 52 ] |
| 2012 | Premios ACE                     | Mejor actor en musical     | Forever Young             | Nominado  | [ 53 ] |
| 2024 | Premios Hugo                    | Mejor actor de reparto     | School of Rock            | Nominado  | [ 54 ] |
| 2024 | Premios ACE                     | Mejor actor en musical     | School of Rock            | Nominado  | [ 55 ] |
| 2025 | Premios Martín Fierro de Teatro | Mejor actor de reparto     | Kinky Boots               | Nominado  | [ 56 ] |